# Campionato sudafricano di Formula 1 1971
La stagione 1971 del Campionato sudafricano di Formula 1 fu la dodicesima della serie. Partì il 9 gennaio e terminò il 23 ottobre, dopo 12 gare. Il campionato venne vinto da Dave Charlton su Lotus-Ford Cosworth.

## La pre-stagione

### Il calendario
| Gara | Gran Premio                              | Circuito                                       | Giri | Lunghezza           | Data         |
| ---- | ---------------------------------------- | ---------------------------------------------- | ---- | ------------------- | ------------ |
| 1    | Cape South Easter Trophy                 | Killarney Motor Racing Complex, Città del Capo | 50   | 50x3,267=163,400 km | 9 gennaio    |
| 2    | Highveld 100                             | Circuito di Kyalami                            | 40   | 40x4,094=163,76 km  | 30 gennaio   |
| 3    | Coronation 100                           | Circuito di Roy Hesketh, Pietermaritzburg      | 60   | 60x2,901=174,06 km  | 12 aprile    |
| 4    | Goldfields Autumn Trophy                 | Circuito di Goldfields                         | 40   | 40x4,168=166,72 km  | 1º maggio    |
| 5    | Bulawayo 100                             | Circuito di Bulawayo                           | 40   | 40x4,063=162,52 km  | 16 maggio    |
| 6    | South African Republican Festival Trophy | Circuito di Kyalami                            | 40   | 40x4,094=163,76 km  | 5 giugno     |
| 7    | Natal Winter Trophy                      | Circuito di Roy Hesketh, Pietermaritzburg      | 60   | 60x2,901=174,06 km  | 4 luglio     |
| 8    | 25th Anniversary Trophy                  | Circuito di Kyalami                            | 40   | 40x4,104=164,16 km  | 7 agosto     |
| 9    | False Bay 100                            | Killarney Motor Racing Complex, Città del Capo |      |                     | 28 agosto    |
| 10   | Gran Premio della Rhodesia               | Circuito di Bulawayo                           | 40   | 40x4,063=162,4 km   | 19 settembre |
| 11   | Rand Spring Trophy                       | Circuito di Kyalami                            | 40   | 40x4,094=163,76 km  | 10 ottobre   |
| 12   | Welkom 100                               | Circuito di Goldfields                         | 40   | 40x4,168=166,72 km  | 23 ottobre   |

## Risultati e classifiche

### Risultati
| Gara | Circuito    | Pole Position | GPV           | Vincitore        | Vettura               |
| ---- | ----------- | ------------- | ------------- | ---------------- | --------------------- |
| 1    | Killarney   | Dave Charlton | Dave Charlton | Jackie Pretorius | Brabham-Ford Cosworth |
| 2    | Kyalami     | John Love     | John Love     | Dave Charlton    | Lotus-Ford Cosworth   |
| 3    | Roy Hesketh | Dave Charlton |               | Dave Charlton    | Lotus-Ford Cosworth   |
| 4    | Goldfields  | John Love     |               | John Love        | March-Ford Cosworth   |
| 5    | Bulawayo    | John Love     |               | Dave Charlton    | Lotus-Ford Cosworth   |
| 6    | Kyalami     | John Love     | John Love     | Dave Charlton    | Lotus-Ford Cosworth   |
| 7    | Roy Hesketh | John Love     |               | Jackie Pretorius | Brabham-Ford Cosworth |
| 8    | Kyalami     | Dave Charlton | Dave Charlton | Dave Charlton    | Lotus-Ford Cosworth   |
| 9    | Killarney   | Dave Charlton | Dave Charlton | John Love        | March-Ford Cosworth   |
| 10   | Bulawayo    | John Love     |               | John Love        | March-Ford Cosworth   |
| 11   | Kyalami     | Dave Charlton | Dave Charlton | Dave Charlton    | Lotus-Ford Cosworth   |
| 12   | Goldfields  | John Love     |               | Dave Charlton    | Lotus-Ford Cosworth   |

### Classifica Piloti
Vengono assegnati punti secondo lo schema seguente:
| Punti | 9 | 6 | 4 | 3 | 2 | 1 |

| Pos | Pilota              | CSE | HIG | COR | GAT | BUL | SAR | NWT | 25A | FAB | RHO | RST | WEL | Punti |
| --- | ------------------- | --- | --- | --- | --- | --- | --- | --- | --- | --- | --- | --- | --- | ----- |
| 1   | Dave Charlton       | Rit | 1   | 1   | 2   | 1   | 1   | Rit | 1   | Rit | 4   | 1   | 1   | 72    |
| 2   | Jackie Pretorius    | 1   | 3   | 3   | 3   | 2   | 2   | 1   | 3   | 5   | 8*  | Rit | Rit | 48    |
| 3   | John Love           | Rit | 2   | Rit | 1   | 3   | 4   | Rit | Rit | 1   | 1   | Rit | 2   | 45    |
| 4   | Paddy Driver        |     | 5*  | 4   | 6   | 4   | 3   | 5   | 5   | 2   | 2   | 2   | 3   | 40    |
| 5   | Willie Ferguson     | 3   | 4   | 2   | 5   | Rit | 5   | 2   | Rit | Rit | Rit | 4   |     | 26    |
| 6   | John McNicol        | Rit | Rit | 5   | 7   | 5   | 6   | Rit | 2   | 3   | 3   | 3   | 5   | 26    |
| 7   | Spencer Schultze    | 4   | 7   | 6   | Rit | Rit | Rit | 3   | Rit |     | NP  |     |     | 8     |
| 8   | Peter de Klerk      |     | NP  |     |     |     |     |     | 4   | 4   | 7   | 7   | 6   | 7     |
| 9   | Brian Redman        | 2   | Rit |     |     |     |     |     |     |     |     |     |     | 6     |
| 10  | Kipp Ackermann      | 5   | Rit | Rit |     |     |     | Rit | Rit |     | 5   | 5   | Rit | 6     |
| 11  | Bruce van der Merwe | NP  |     |     | 8   |     | 7   | 4   |     | 6   |     | 6   |     | 5     |
| 12  | Noddy Limberis      |     |     |     | Rit |     |     | NP  | NP  | 7   | 6   | Rit | 4   | 4     |
| 13  | Bobby Olthoff       |     | Rit | Rit | 4   | Rit | Rit |     |     |     |     |     |     | 3     |
| 14  | Allan Saffey        |     | 6   |     |     |     |     |     |     |     |     |     |     | 1     |
| 15  | Terry Townsend      |     |     | 7   |     |     |     |     |     |     |     |     |     | 0     |
| 16  | Bryan Meano         |     |     |     |     |     | 8   |     |     |     |     | Rit | NP  | 0     |
| 17  | Fred Cowell         |     |     |     |     |     | 9   |     |     |     |     | Rit | Rit | 0     |
| 17  | Mike Domingo        |     |     |     |     |     |     | Rit | NP  |     | 9   | Rit | NP  | 0     |
|     | Leo Dave            |     | Rit |     |     |     |     |     |     |     |     |     |     | -     |
|     | Joe Domingo         |     |     |     |     |     |     | Rit | NP  |     | Rit |     |     | -     |
| Pos | Pilota              | CSE | HIG | COR | GAT | BUL | SAR | NWT | 25A | FAB | RHO | RST | WEL | Punti |

| Colore  | Risultato             |
| ------- | --------------------- |
| Oro     | Vincitore             |
| Argento | 2º posto              |
| Bronzo  | 3º posto              |
| Verde   | Finito a punti        |
| Blu     | Finito senza punti    |
| Viola   | Ritirato (Rit)        |
| Viola   | Non classificato (NC) |
| Rosso   | Non qualificato (NQ)  |
| Nero    | Squalificato (SQ)     |
| Bianco  | Non partito (NP)      |
| Bianco  | Non ha gareggiato     |
| Bianco  | Infortunato (INF)     |
| Bianco  | Escluso (ES)          |
| Bianco  | Gara cancellata (C)   |